# Smeraldo (sous-marin)
Le Smeraldo (en français : Émeraude) est un sous-marin de la classe Sirena (sous-classe de la Serie 600, en service dans la Regia Marina lancé au début des années 1930 et ayant servi pendant la Seconde Guerre mondiale.

## Caractéristiques
La classe Sirena était une version améliorée et élargie des précédents sous-marins de la classe Argonauta. La marine italienne décida de commander la construction de la série Sirena alors que la série Argonauta était encore en cours de construction. Le projet initial n’a été que légèrement retouché, quelques améliorations sont apportées et la forme de la coque dans la partie avant est modifiée avec l'adoption de la proue a squalo (requin), caractéristique de tous les sous-marins du Genio Navale Bernardis.
Des études menées par le principal ingénieur de la marine, Pericle Ferretti, ont abouti à la fabrication, dans les années trente, de l'appareil « ML », précurseur du schnorchel. Ces installations, qui auraient apporté d’importantes améliorations en matière de sécurité, d’autonomie, de rapidité et de capacité d’attaque, ont été fabriquées dans le CRDA de Monfalcone en 1934-1935 et commencé à être équipés sur les type Sirena ; cependant, lorsque l'amiral Antonio Legnani devint commandant des sous-marins de la Regia Marina en 1937, il fit enlever et démolir les « ML » car il les considéraient comme superflues.
Ils déplaçaient 691 tonnes en surface et 850 tonnes en immersion. Les sous-marins mesuraient 60,18 mètres de long, avaient une largeur de 4,66 mètres et un tirant d'eau de 4,66 mètres. Leur équipage comptait 36 officiers et hommes d'équipage.
Pour la navigation de surface, les sous-marins étaient propulsés par deux moteurs diesel Tosi de 675 chevaux (503 kW), chacun entraînant un arbre d'hélice. En immersion, chaque hélice était entraînée par un moteur électrique Marelli de 400 chevaux-vapeur (298 kW). Ces moteurs électriques étaient alimentés par une batterie d'accumulateurs au plomb composée de 104 éléments. Ils pouvaient atteindre 14 noeuds (26 km/h) en surface et 7,5 noeuds (13,9 km/h) sous l'eau. En surface, la classe Sirena avait une autonomie de 5 000 milles nautiques (9 300 km) à 8 noeuds (15 km/h). En immersion, elle avait une autonomie de 72 milles nautiques (133 km) à 4 noeuds (7,4 km/h).
Les sous-marins étaient armés de six tubes lance-torpilles de 53,3 centimètres (21 pouces), quatre à l'avant et deux à l'arrière, pour lesquels ils transportaient un total de 12 torpilles. Ils étaient également armés d'un seul canon de pont de 100 mm (3,9 in) (copie du Canon de 10 cm K10 Škoda) à l'avant de la tour de contrôle (kiosque) pour le combat en surface. L'armement anti-aérien consistait en deux ou quatre mitrailleuses Breda Model 1931 de 13,2 mm.

## Construction et mise en service
Le Smeraldo est construit par le chantier naval Cantieri navali Tosi di Taranto (Tosi) de Tarente en Italie, et mis sur cale le 25 mai 1931. Il est lancé le 23 juillet 1933 et est achevé et mis en service le 29 novembre 1934. Il est commissionné le même jour dans la Regia Marina.

## Historique
Après son achèvement, il a été stationné à Tarente, dépendant de l'Inspection des sous-marins, effectuant - après la période de formation - un voyage dans le bassin oriental de la Méditerranée (1934).
En 1935, il est affecté au VIIe Escadron de sous-marins à Messine, et l'année suivante, il est transféré au IXe Escadron, toujours basé dans le port sicilien. En 1937, il est plutôt stationné à Tarente, dans le cadre du 45e escadron (IVe Grupsom).
Il participe clandestinement à la guerre civile d'Espagne avec une seule mission, du 25 août au 6 septembre 1937, dans les eaux du Cap Palos, sous le commandement du capitaine de corvette Mario Canò. La mission ne donne pas de résultats.
Le 10 juin 1940, date de l'entrée de l'Italie dans la Seconde Guerre mondiale, il se trouve à Tobrouk en Libye, encadré dans le 61e Escadron de sous-marins (VIe Grupsom) et sous le commandement du lieutenant de vaisseau (tenente di vascello) Carlo Todaro,,,.
Le 10 juin, il part pour sa première mission, à une soixantaine de milles nautiques (111 km) à l'ouest d'Alexandrie, en Égypte,,. Le 11 juin, vers 1 heure du matin, il est le premier sous-marin italien à lancer une torpille au cours du conflit. La cible est un transport voyageant sous escorte, et la torpille ne réussit pas à frapper en raison du mauvais temps et de la mer agitée,,. Le 20 juin, le Smeraldo revient à Tobrouk,.
Le Smeraldo part le 3 juillet pour la deuxième mission (entre l'îlot de Gaudos, près de la Crète, et Derna). Dans la nuit du 7 au 8 du mois, il est repéré par des navires britanniques et bombardé avec environ deux cents charges de profondeur (le combat le plus lourd réalisé contre un sous-marin italien). Les voies d'eau sont ouvertes et un des moteurs électriques est mis hors service, mais le sous-marin réussit finalement, même si avec de sérieux dégâts, à échapper aux combattants,,. De retour à Tobrouk, il s'installe à Augusta pour des réparations qui ne peuvent pas être effectuées en raison du peu d'équipement de la base libyenne,.
Le Smeraldo reste sur le chantier naval pour remise en état du 15 juillet au 2 décembre,.
Le 15 décembre, il entame la mission suivante entre les eaux au large de la Cyrénaïque et de l'Égypte (plus précisément entre Ras el Tin et Marsa Matruh), mais il rentre à la base le 22 sans avoir repéré d'unités ennemies,.
Le 16 janvier, il part au large de Malte, mais deux jours plus tard, il est contraint de retourner à Augusta en raison d'une panne de batterie,. Pendant les travaux de réparation (qui comprenaient le remplacement des batteries), le lieutenant de vaisseau Todaro a remis le commandement au lieutenant de vaisseau Vincenzo D'Amato,.
Le 15 mars, rendu opérationnel, il est envoyé dans le canal de Cerigotto (entre la Crète et le Péloponnèse) et le lendemain, il repère un convoi de 7 marchands avec la protection d'un croiseur et de quelques destroyers (au nord-ouest d'Alexandrie), mais il ne peut pas attaquer car il est trop éloigné,,. Le 18, il manœuvre pour attaquer une unité plus petite mais celle-ci l'aperçoit et tente de l'éperonner. Echappant d'un cheveu à la collision, le Smeraldo doit s'éloigner en piqué,. Rentré le 22 mars à Leros en Grèce, il est déployé dans cette base.
Le 8 avril, il est envoyé dans le sud de la Crète et revient huit jours plus tard, sans résultat,.
Le 29 mai, il part pour le sud-ouest du Cap Krio et revient au bout de cinq jours, une autre mission infructueuse,.
Déménagé ensuite d'Augusta, il y reste pour des travaux de maintenance qui durent du 15 juin au 1er septembre,. Pendant cette période, le lieutenant de vaisseau Bartolomeo La Penna prend le commandement de l'unité,.
Le 15 septembre 1941, il quitte la base pour être en embuscade au large de la Tunisie, dans le canal de Sicile, pour s'opposer à une formation partie de Gibraltar et dirigée vers la Méditerranée orientale. Il aurait dû revenir à la base le 26 septembre, mais il ne l'a jamais fait. Après son départ, il ne donne plus de nouvelles de lui,,.
Comme la documentation anglaise ne rapporte aucune nouvelle sur les actions anti-sous-marines menées dans cette zone et durant cette période, l'hypothèse la plus probable est que le sous-marin a sauté sur une mine entre le 16 et le 26 septembre,,,.
Avec la disparition du Smeraldo, le commandant La Penna, 4 autres officiers et 40 sous-officiers et marins,,.
Jusqu'alors, le sous-marin avait effectué 8 missions offensives et 7 missions de transfert, couvrant 8 459 milles nautiques (15 666 km) en surface et 1 886 milles nautiques (3 492 km) sous l'eau,.